# Vòng đấu loại trực tiếp AFC Champions League 2022
Vòng đấu loại trực tiếp AFC Champions League 2022 diễn ra từ ngày 18 tháng 8 năm 2022 đến ngày 6 tháng 5 năm 2023. Sẽ có tổng cộng 16 đội tham dự vòng đấu loại trực tiếp để tìm ra nhà vô địch của AFC Champions League 2022.

## Các đội đủ điều kiện
Những đội nhất bảng và 3 đội nhì bảng có thành tích tốt nhất tại vòng bảng từ mỗi vùng sẽ giành quyền tham dự vòng 16 đội, mỗi khu vực có tám đội đủ điều kiện.

| Vùng           | Bảng | Nhất                | Nhì (3 đội xuất sắc từ mỗi vùng) |
| -------------- | ---- | ------------------- | -------------------------------- |
| Khu vực Tây Á  | A    | Al-Hilal            | Al-Rayyan                        |
| Khu vực Tây Á  | B    | Al-Shabab           | —                                |
| Khu vực Tây Á  | C    | Foolad              | Shabab Al-Ahli                   |
| Khu vực Tây Á  | D    | Al-Duhail           | —                                |
| Khu vực Tây Á  | E    | Al-Faisaly          | Nasaf Qarshi                     |
| Khu vực Đông Á | F    | Daegu FC            | Urawa Red Diamonds               |
| Khu vực Đông Á | G    | BG Pathum United    | —                                |
| Khu vực Đông Á | H    | Yokohama F. Marinos | Jeonbuk Hyundai Motors           |
| Khu vực Đông Á | I    | Johor Darul Ta'zim  | —                                |
| Khu vực Đông Á | J    | Vissel Kobe         | Kiệt Chí                         |

## Lịch thi đấu
Dưới đây là lịch thi đấu mỗi vòng.
| Vòng        | Khu vực Tây Á          | Phía Đông              |
| ----------- | ---------------------- | ---------------------- |
| Vòng 16 đội | 19–20 tháng 2 năm 2023 | 18–19 tháng 8 năm 2022 |
| Tứ kết      | 23 tháng 2 năm 2023    | 22 tháng 8 năm 2022    |
| Bán kết     | 26 tháng 2 năm 2023    | 25 tháng 8 năm 2022    |
| Vòng        | Lượt đi                | Lượt về                |
| Chung kết   | 29 tháng 4 năm 2023    | 6 tháng 5 năm 2023     |

## Sơ đồ
Dưới đây là sơ đồ của vòng đấu loại trực tiếp:

|  | Vòng 16 đội                        | Vòng 16 đội                     | Vòng 16 đội                     | Vòng 16 đội                     |                                  |                        | Tứ kết                 | Tứ kết | Tứ kết | Tứ kết |  |  | Bán kết | Bán kết | Bán kết | Bán kết |  |  | Chung kết | Chung kết | Chung kết | Chung kết |
|  |                                    |                                 |                                 |                                 |                                  |                        |                        |        |        |        |  |  |         |         |         |         |  |  |           |           |           |           |
|  | 19 tháng 2 năm 2023 - Doha         |                                 |                                 |                                 |                                  |                        |                        |        |        |        |  |  |         |         |         |         |  |  |           |           |           |           |
|  |                                    |                                 |                                 |                                 |                                  |                        |                        |        |        |        |  |  |         |         |         |         |  |  |           |           |           |           |
|  | Al-Duhail (p)                      | Al-Duhail (p)                   | Al-Duhail (p)                   | 1 (7)                           |                                  |                        |                        |        |        |        |  |  |         |         |         |         |  |  |           |           |           |           |
|  | Al-Duhail (p)                      | Al-Duhail (p)                   | Al-Duhail (p)                   | 1 (7)                           | 23 tháng 2 năm 2023 - Doha       |                        |                        |        |        |        |  |  |         |         |         |         |  |  |           |           |           |           |
|  | Al-Rayyan                          | Al-Rayyan                       | Al-Rayyan                       | 1 (6)                           |                                  |                        |                        |        |        |        |  |  |         |         |         |         |  |  |           |           |           |           |
|  | Al-Rayyan                          | Al-Rayyan                       | Al-Rayyan                       | 1 (6)                           | Al-Duhail                        | Al-Duhail              | Al-Duhail              | 2      |        |        |  |  |         |         |         |         |  |  |           |           |           |           |
|  | 19 tháng 2 năm 2023 - Al Wakrah    |                                 |                                 |                                 | Al-Duhail                        | Al-Duhail              | Al-Duhail              | 2      |        |        |  |  |         |         |         |         |  |  |           |           |           |           |
|  |                                    | Al-Shabab                       | Al-Shabab                       | Al-Shabab                       | 1                                |                        |                        |        |        |        |  |  |         |         |         |         |  |  |           |           |           |           |
|  | Al-Shabab                          | Al-Shabab                       | Al-Shabab                       | Al-Shabab                       | 1                                | 2                      |                        |        |        |        |  |  |         |         |         |         |  |  |           |           |           |           |
|  | Al-Shabab                          | Al-Shabab                       | Al-Shabab                       |                                 | 26 tháng 2 năm 2023 - Doha       | 2                      |                        |        |        |        |  |  |         |         |         |         |  |  |           |           |           |           |
|  | Nasaf Qarshi                       | Nasaf Qarshi                    | Nasaf Qarshi                    | 0                               |                                  |                        |                        |        |        |        |  |  |         |         |         |         |  |  |           |           |           |           |
|  | Nasaf Qarshi                       | Nasaf Qarshi                    | Nasaf Qarshi                    | 0                               | Al-Duhail                        | Al-Duhail              | Al-Duhail              | 0      |        |        |  |  |         |         |         |         |  |  |           |           |           |           |
|  | 20 tháng 2 năm 2023 - Doha         |                                 |                                 |                                 | Al-Duhail                        | Al-Duhail              | Al-Duhail              | 0      |        |        |  |  |         |         |         |         |  |  |           |           |           |           |
|  |                                    | Al-Hilal                        | Al-Hilal                        | Al-Hilal                        | 7                                |                        |                        |        |        |        |  |  |         |         |         |         |  |  |           |           |           |           |
|  | Al-Faisaly                         | Al-Faisaly                      | Al-Faisaly                      | Al-Hilal                        | 7                                | 0                      |                        |        |        |        |  |  |         |         |         |         |  |  |           |           |           |           |
|  | Al-Faisaly                         | Al-Faisaly                      | Al-Faisaly                      | 23 tháng 2 năm 2023 - Al Wakrah |                                  | 0                      |                        |        |        |        |  |  |         |         |         |         |  |  |           |           |           |           |
|  | Foolad                             | Foolad                          | Foolad                          | 1                               |                                  |                        |                        |        |        |        |  |  |         |         |         |         |  |  |           |           |           |           |
|  | Foolad                             | Foolad                          | Foolad                          | 1                               | Foolad                           | Foolad                 | Foolad                 | 0      |        |        |  |  |         |         |         |         |  |  |           |           |           |           |
|  | 20 tháng 2 năm 2023 - Al Wakrah    |                                 |                                 |                                 | Foolad                           | Foolad                 | Foolad                 | 0      |        |        |  |  |         |         |         |         |  |  |           |           |           |           |
|  |                                    | Al-Hilal                        | Al-Hilal                        | Al-Hilal                        | 1                                |                        |                        |        |        |        |  |  |         |         |         |         |  |  |           |           |           |           |
|  | Al-Hilal                           | Al-Hilal                        | Al-Hilal                        | Al-Hilal                        | 1                                | 3                      |                        |        |        |        |  |  |         |         |         |         |  |  |           |           |           |           |
|  | Al-Hilal                           | Al-Hilal                        | Al-Hilal                        |                                 | 29 tháng 4 và 6 tháng 5 năm 2023 | 3                      |                        |        |        |        |  |  |         |         |         |         |  |  |           |           |           |           |
|  | Shabab Al-Ahli                     | Shabab Al-Ahli                  | Shabab Al-Ahli                  | 1                               |                                  |                        |                        |        |        |        |  |  |         |         |         |         |  |  |           |           |           |           |
|  | Shabab Al-Ahli                     | Shabab Al-Ahli                  | Shabab Al-Ahli                  | 1                               | Al-Hilal                         | 1                      | 0                      | 1      |        |        |  |  |         |         |         |         |  |  |           |           |           |           |
|  | 18 tháng 8 năm 2022 - Saitama      |                                 |                                 |                                 | Al-Hilal                         | 1                      | 0                      | 1      |        |        |  |  |         |         |         |         |  |  |           |           |           |           |
|  |                                    | Urawa Red Diamonds              | 1                               | 1                               | 2                                |                        |                        |        |        |        |  |  |         |         |         |         |  |  |           |           |           |           |
|  | Vissel Kobe                        | Vissel Kobe                     | Vissel Kobe                     | 1                               | 2                                | 3                      |                        |        |        |        |  |  |         |         |         |         |  |  |           |           |           |           |
|  | Vissel Kobe                        | Vissel Kobe                     | Vissel Kobe                     | 22 tháng 8 năm 2022 - Saitama   |                                  | 3                      |                        |        |        |        |  |  |         |         |         |         |  |  |           |           |           |           |
|  | Yokohama F. Marinos                | Yokohama F. Marinos             | Yokohama F. Marinos             | 2                               |                                  |                        |                        |        |        |        |  |  |         |         |         |         |  |  |           |           |           |           |
|  | Yokohama F. Marinos                | Yokohama F. Marinos             | Yokohama F. Marinos             | 2                               | Vissel Kobe                      | Vissel Kobe            | Vissel Kobe            | 1      |        |        |  |  |         |         |         |         |  |  |           |           |           |           |
|  | 18 tháng 8 năm 2022 - Urawa Komaba |                                 |                                 |                                 | Vissel Kobe                      | Vissel Kobe            | Vissel Kobe            | 1      |        |        |  |  |         |         |         |         |  |  |           |           |           |           |
|  |                                    | Jeonbuk Hyundai Motors (s.h.p.) | Jeonbuk Hyundai Motors (s.h.p.) | Jeonbuk Hyundai Motors (s.h.p.) | 3                                |                        |                        |        |        |        |  |  |         |         |         |         |  |  |           |           |           |           |
|  | Daegu FC                           | Daegu FC                        | Daegu FC                        | Jeonbuk Hyundai Motors (s.h.p.) | 3                                | 1                      |                        |        |        |        |  |  |         |         |         |         |  |  |           |           |           |           |
|  | Daegu FC                           | Daegu FC                        | Daegu FC                        |                                 | 25 tháng 8 năm 2022 - Saitama    | 1                      |                        |        |        |        |  |  |         |         |         |         |  |  |           |           |           |           |
|  | Jeonbuk Hyundai Motors (s.h.p.)    | Jeonbuk Hyundai Motors (s.h.p.) | Jeonbuk Hyundai Motors (s.h.p.) | 2                               |                                  |                        |                        |        |        |        |  |  |         |         |         |         |  |  |           |           |           |           |
|  | Jeonbuk Hyundai Motors (s.h.p.)    | Jeonbuk Hyundai Motors (s.h.p.) | Jeonbuk Hyundai Motors (s.h.p.) | 2                               | Jeonbuk Hyundai Motors           | Jeonbuk Hyundai Motors | Jeonbuk Hyundai Motors | 2 (1)  |        |        |  |  |         |         |         |         |  |  |           |           |           |           |
|  | 19 tháng 8 năm 2022 - Saitama      |                                 |                                 |                                 | Jeonbuk Hyundai Motors           | Jeonbuk Hyundai Motors | Jeonbuk Hyundai Motors | 2 (1)  |        |        |  |  |         |         |         |         |  |  |           |           |           |           |
|  |                                    | Urawa Red Diamonds (p)          | Urawa Red Diamonds (p)          | Urawa Red Diamonds (p)          | 2 (3)                            |                        |                        |        |        |        |  |  |         |         |         |         |  |  |           |           |           |           |
|  | Johor Darul Ta'zim                 | Johor Darul Ta'zim              | Johor Darul Ta'zim              | Urawa Red Diamonds (p)          | 2 (3)                            | 0                      |                        |        |        |        |  |  |         |         |         |         |  |  |           |           |           |           |
|  | Johor Darul Ta'zim                 | Johor Darul Ta'zim              | Johor Darul Ta'zim              | 22 tháng 8 năm 2022 - Saitama   |                                  | 0                      |                        |        |        |        |  |  |         |         |         |         |  |  |           |           |           |           |
|  | Urawa Red Diamonds                 | Urawa Red Diamonds              | Urawa Red Diamonds              | 5                               |                                  |                        |                        |        |        |        |  |  |         |         |         |         |  |  |           |           |           |           |
|  | Urawa Red Diamonds                 | Urawa Red Diamonds              | Urawa Red Diamonds              | 5                               | Urawa Red Diamonds               | Urawa Red Diamonds     | Urawa Red Diamonds     | 4      |        |        |  |  |         |         |         |         |  |  |           |           |           |           |
|  | 19 tháng 8 năm 2022 - Urawa Komaba |                                 |                                 |                                 | Urawa Red Diamonds               | Urawa Red Diamonds     | Urawa Red Diamonds     | 4      |        |        |  |  |         |         |         |         |  |  |           |           |           |           |
|  |                                    | BG Pathum United                | BG Pathum United                | BG Pathum United                | 0                                |                        |                        |        |        |        |  |  |         |         |         |         |  |  |           |           |           |           |
|  | BG Pathum United                   | BG Pathum United                | BG Pathum United                | BG Pathum United                | 0                                | 4                      |                        |        |        |        |  |  |         |         |         |         |  |  |           |           |           |           |
|  | BG Pathum United                   | BG Pathum United                | BG Pathum United                |                                 |                                  |                        |                        |        |        |        |  |  |         |         |         |         |  |  |           |           |           |           |
|  | Kiệt Chí                           | Kiệt Chí                        | Kiệt Chí                        | 0                               |                                  |                        |                        |        |        |        |  |  |         |         |         |         |  |  |           |           |           |           |
|  | Kiệt Chí                           | Kiệt Chí                        | Kiệt Chí                        | 0                               |                                  |                        |                        |        |        |        |  |  |         |         |         |         |  |  |           |           |           |           |

## Vòng 16 đội

### Chi tiết
Vòng 16 đội diễn ra theo thể thức một lượt, với các trận đấu được xác định theo tổ hợp dựa trên việc đội nhì bảng nào lọt vào vòng 16 đội.
| Đội 1      | Tỉ số                | Đội 2          |
| ---------- | -------------------- | -------------- |
| Al-Hilal   | 3–1                  | Shabab Al-Ahli |
| Al-Shabab  | 2–0                  | Nasaf Qarshi   |
| Al-Duhail  | 1–1 (s.h.p.) (7–6 p) | Al-Rayyan      |
| Al-Faisaly | 0–1                  | Foolad         |

| Đội 1              | Tỉ số        | Đội 2                  |
| ------------------ | ------------ | ---------------------- |
| Daegu FC           | 1–2 (s.h.p.) | Jeonbuk Hyundai Motors |
| BG Pathum United   | 4–0          | Kiệt Chí               |
| Johor Darul Ta'zim | 0–5          | Urawa Red Diamonds     |
| Vissel Kobe        | 3–2          | Yokohama F. Marinos    |

### Khu vựcTây Á
| Al-Hilal                                    | 3–1      | Shabab Al-Ahli |
| ------------------------------------------- | -------- | -------------- |
| - Ighalo 17' - Jang Hyun-soo 73' Vietto 79' | Chi tiết | Khribin 86'    |

| Al-Shabab                     | 2–0      | Nasaf Qarshi |
| ----------------------------- | -------- | ------------ |
| - Al-Qahtani 12' - Banega 54' | Chi tiết |              |

| Al-Duhail                                                                | 1–1 (s.h.p.) | Al-Rayyan                                                       |
| ------------------------------------------------------------------------ | ------------ | --------------------------------------------------------------- |
| Muntari 107'                                                             | Chi tiết     | Nzonzi 120+3'                                                   |
| Loạt sút luân lưu                                                        |              |                                                                 |
| - Edmilson - Olunga - Nam Tae-Hee - Muntari - Khaled - Al-Rawi - Boudiaf | 7–6          | - Jeisson - Boli - Nzonzi - Taniguchi - Masoud - Tombari - Awad |

| Al-Faisaly | 0–1      | Foolad       |
| ---------- | -------- | ------------ |
|            | Chi tiết | - Ansari 64' |

### Khu vựcĐông Á
| Daegu FC   | 1–2 (s.h.p.) | Jeonbuk Hyundai Motors                  |
| ---------- | ------------ | --------------------------------------- |
| - Zeca 56' | Chi tiết     | - Song Min-kyu 46' - Kim Jin-kyu 120+1' |

| BG Pathum United                                           | 4–0      | Kiệt Chí |
| ---------------------------------------------------------- | -------- | -------- |
| - Worachit 34' - Ikhsan 39' - Dangda 68' - Chatmongkol 87' | Chi tiết |          |

| Vissel Kobe                                   | 3–2      | Yokohama F. Marinos     |
| --------------------------------------------- | -------- | ----------------------- |
| - Nanasei 7' - Daiju 31' (ph.đ.) - Yutaro 80' | Chi tiết | - Takuma 9' - Lopes 90' |

| Johor Darul Ta'zim | 0–5      | Urawa Red Diamonds                                        |
| ------------------ | -------- | --------------------------------------------------------- |
|                    | Chi tiết | - Scholz 8' (ph.đ.) - Karlsson 19, 39' - Junker 84, 90+1' |

## Tứ kết

### Chi tiết
Tứ kết sẽ thi đấu một lượt.

| Đội 1     | Tỉ số | Đội 2     |
| --------- | ----- | --------- |
| Al-Duhail | 2–1   | Al-Shabab |
| Foolad    | 0–1   | Al-Hilal  |

| Đội 1              | Tỉ số        | Đội 2                  |
| ------------------ | ------------ | ---------------------- |
| Vissel Kobe        | 1–3 (s.h.p.) | Jeonbuk Hyundai Motors |
| Urawa Red Diamonds | 4–0          | BG Pathum United       |

### Khu vựcTây Á
| Al-Duhail       | 2–1      | Al-Shabab       |
| --------------- | -------- | --------------- |
| Olunga 77', 85' | Chi tiết | Al-Rubaie 90+3' |

| Foolad | 0–1      | Al-Hilal   |
| ------ | -------- | ---------- |
|        | Chi tiết | Marega 87' |

### Khu vựcĐông Á
| Vissel Kobe  | 1–3      | Jeonbuk Hyundai Motors                             |
| ------------ | -------- | -------------------------------------------------- |
| - Yuruki 64' | Chi tiết | - Barrow 66' - Gustavo 104' - Moon Seon-min 120+2' |

| Urawa Red Diamonds                                       | 4–0      | BG Pathum United |
| -------------------------------------------------------- | -------- | ---------------- |
| - Karlsson 32' - Iwanami 42' - Koizumi 65' - Akimoto 72' | Chi tiết |                  |

## Bán kết

### Chi tiết
Bán kết sẽ thi đấu một lượt.

| Đội 1     | Tỉ số | Đội 2    |
| --------- | ----- | -------- |
| Al-Duhail | 0–7   | Al-Hilal |

| Đội 1                  | Tỉ số                | Đội 2              |
| ---------------------- | -------------------- | ------------------ |
| Jeonbuk Hyundai Motors | 2–2 (s.h.p.) (1–3 p) | Urawa Red Diamonds |

### Khu vựcTây Á
| Al-Duhail | 0–7      | Al-Hilal                                                         |
| --------- | -------- | ---------------------------------------------------------------- |
|           | Chi tiết | - Ighalo 2', 10', 48', 62' - Marega 14', 27' - S. Al-Dawsari 38' |

### Khu vựcĐông Á
| Jeonbuk Hyundai Motors                                     | 2–2 (s.h.p.) | Urawa Red Diamonds                   |
| ---------------------------------------------------------- | ------------ | ------------------------------------ |
| - Paik Seung-ho 55' (ph.đ.) - Han Kyo-won 116'             | Chi tiết     | - Matsuo 11' - Junker 120'           |
| Loạt sút luân lưu                                          |              |                                      |
| - Kim Bo-kyung - Lee Seung-gi - Park Jin-seop - Kim Jin-su | 1–3          | - Scholz - Junker - Karlsson - Ataru |

## Chung kết
Chung kết sẽ thi đấu theo thể thức 2 lượt.
| Al-Hilal            | 1–1      | Urawa Red Diamonds |
| ------------------- | -------- | ------------------ |
| - S. Al-Dawsari 13' | Chi tiết | - Koroki 53'       |

| Urawa Red Diamonds | 1–0      | Al-Hilal |
| ------------------ | -------- | -------- |
| Carillo 48' (l.n.) | Chi tiết |          |

Urawa Red Diamonds thắng với tổng tỉ số 2–1.